# 圣斐理伯内里堂 (马拉加)

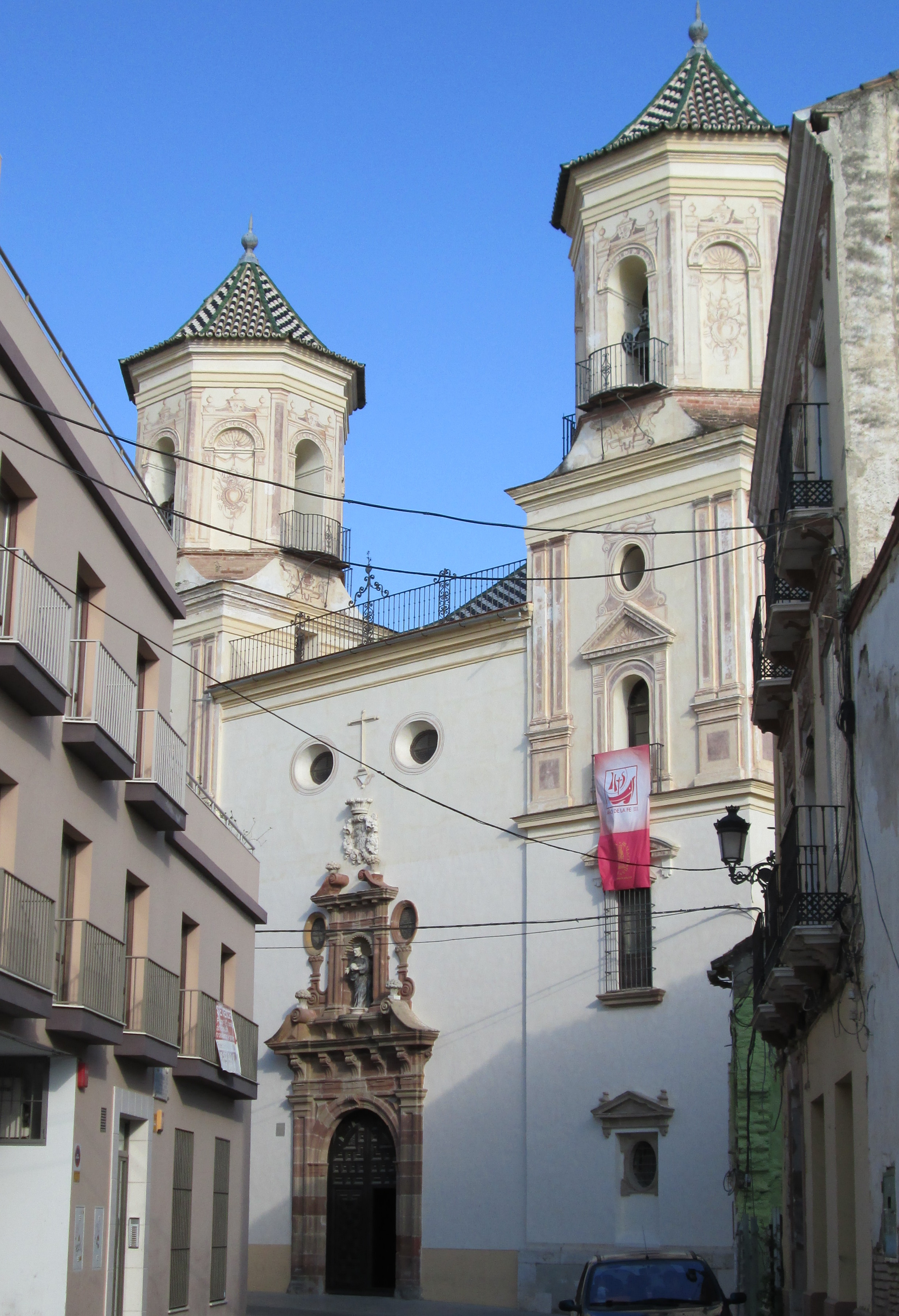
rightt

圣斐理伯内里堂（西班牙語：Iglesia de San Felipe Neri）是一座罗马天主教堂区教堂，奉圣斐理伯内里为主保圣人，建于1720-1730年，巴洛克风格，位于西班牙马拉加中区（distrito Centro）的圣斐理伯内里社区（barrio de San Felipe Neri）。

## 历史
这座建筑建于18世纪，是多次扩建和改建的结果，最初的小堂,由马拉加贵族布埃纳维斯塔伯爵安东尼奥·托马斯·格雷罗·科罗纳多·萨帕塔 (Antonio Tomás Guerrero Coronado y Zapata) 委托建造。1720年3月3日，在高纳街（Calle Gaona）旁的坎特罗斯广场（Plaza de los Canteros）铺设第一块石头，十年后完成了这项工程。 从这时起，请求入住小堂的修会有很多，但伯爵一一拒绝，最后在圣斐理伯内里会要求入住时，伯爵欣然同意。1738年11月11日，加斯帕尔·德·莫利纳（Gaspar de Molina）枢机发函批准该修会入住小堂的请求。次年7月初，布埃纳维斯塔伯爵将教堂交给斐理伯内里会神父，包括地上小堂和地下小堂、以及位于旁边的房子，祭衣间、众多装饰、雕塑、绘画，以及位于周围街道上的几座房屋。他将地下小堂的使用权交给耶稣会，而所有权仍归斐理伯会。1739年7月11日，从主教座堂到小堂进行了一次游行，善会、堂区和宗教团体参加了游行。一天后，在小堂举行了第一次正式弥撒。

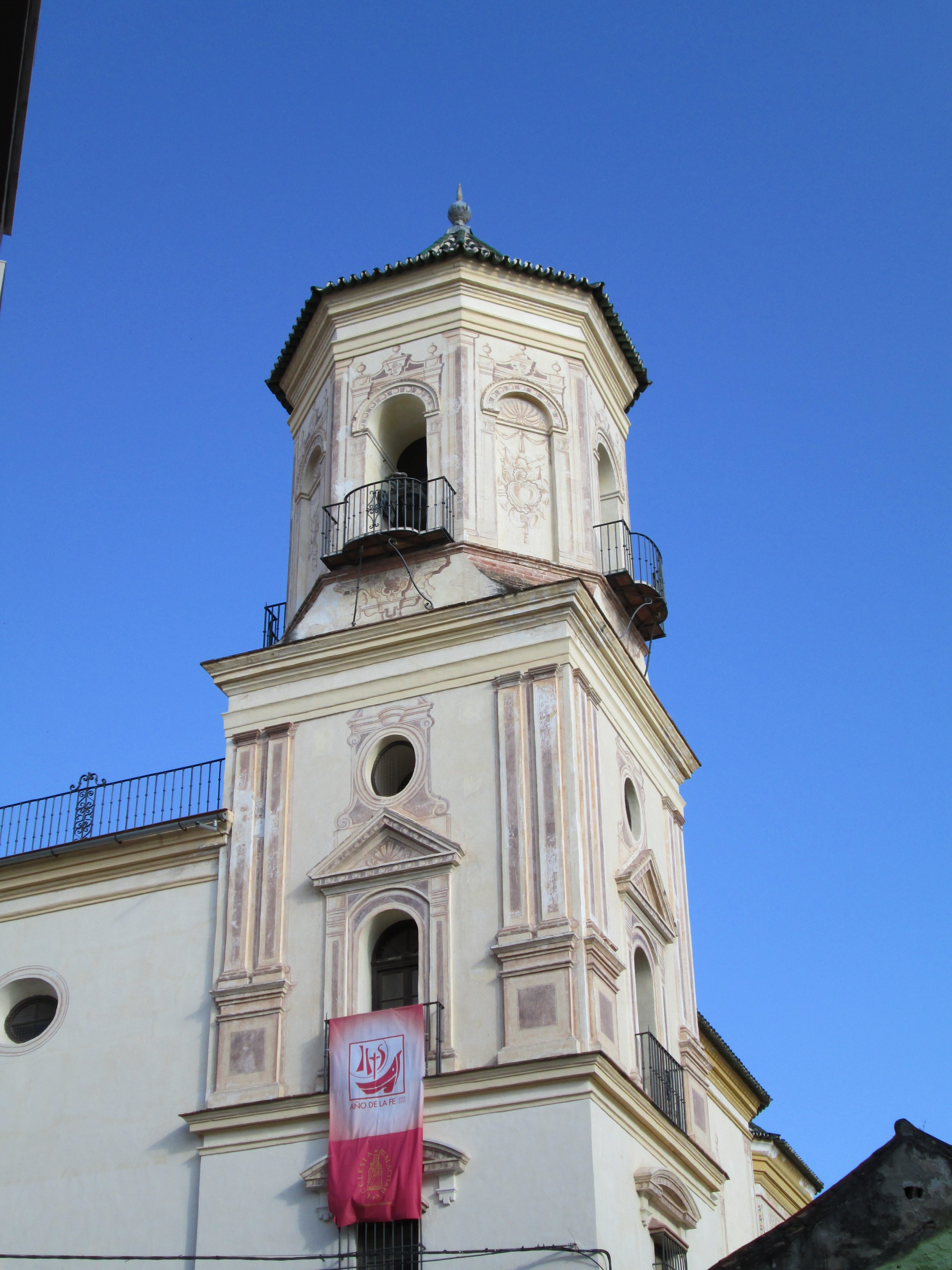

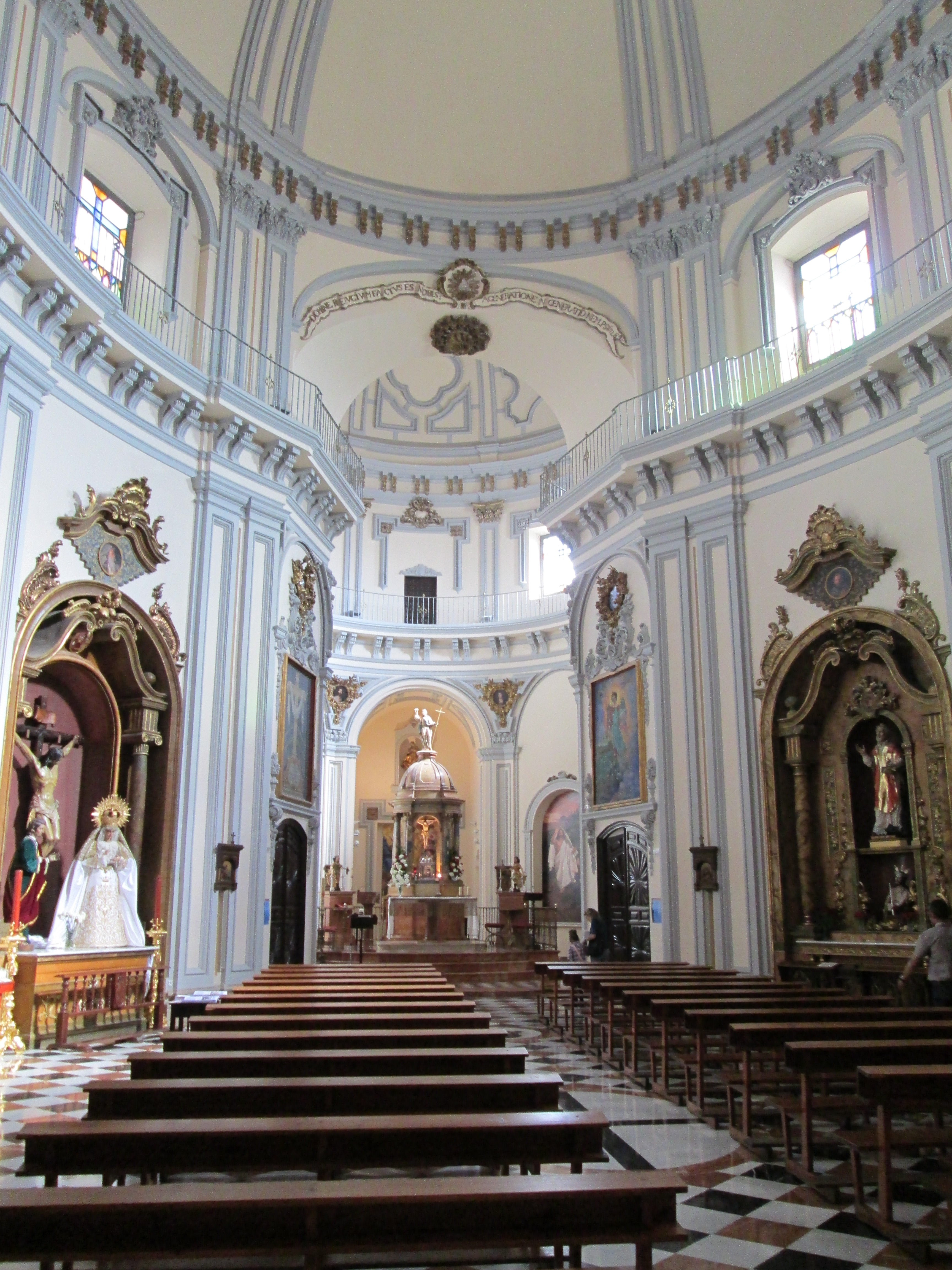